# Cameron Brannagan
Cameron Mark Thomas Brannagan (Manchester, Anglia, 1996. május 9. –) angol labdarúgó, aki jelenleg az angol harmadosztályban érdekelt Oxford United együttesében játszik középpályásként.

## Pályafutása

### Liverpool
Brannagan ötéves korában csatlakozott a Liverpool ifiakadémiájához. 2013-ban állandó tagja lett az U21-es csapatnak, ahol három gólt szerzett a 2013/14-es U21-es bajnoki idényben. Ebben az időszakban egyes értesülések szerint játékát rendszeresen figyelemmel követték a Barcelona játékosmegfigyelői. Teljesítményére a Liverpool akkori menedzsere, Brendan Rodgers is felfigyelt, és 2014. január 5-én az első csapat keretébe nevezte, egy Oldham Athletic elleni FA Kupa-meccsen. Az 50-es számú mezt kapta, de nem léphetett pályára a találkozón.
A 2015/16-os szezon előtt megkapta a 32-es számú mezt az első csapatnál. 2015. szeptember 17-én bemutatkozott a felnőttek között, egy Bordeaux elleni Európa-liga-meccsen, a 76. percben csereként beállva. Október 26-án új, 2018-ig szóló szerződést írt alá a Liverpoollal. Két nappal később pályafutása során először kezdőként kapott lehetőséget, a Ligakupában, a Bournemouth ellen. A következő idény előtt a 25-ös mezszámot kapta meg. 2016. július 5-én a Liverpool visszautasította a Wigan Athletic egymillió fontos ajánlatát Brannaganért.

### A válogatottban
2014 márciusában mutatkozott be az U18-as angol válogatottban, két mérkőzést játszva Horvátország ellen.

## Külső hivatkozások
- Cameron Brannagan pályafutásának statisztikái a Soccerbase oldalon (angolul)

- Profilja a Liverpool honlapján